# 6 Хеба
6 Хеба е голям астероид от основния пояс. Хеба е тринадесетият най-голям астероид по маса, съдържащ около 0,5 процента от масата на целия астероиден пояс. Очевидно има голяма плътност (по-голяма от тази на Луната и дори на Марс). Тази голяма плътност подсказва за масивно тяло, което не е било засегнато от сблъсъци, което не е типично за астероиди от неговия тип.
При яркостта, Хеба е петият най-ярък обект и в астероидния пояс след 4 Веста, 1 Церера, 7 Ирида и 2 Палада.

## Откриване
Хеба е шестият открит астероид. Открит е 1 юли 1847 г. от Карл Лудвиг Хенке. Това е вторит и последен открит астероид от Хенке, който преди това е открил 5 Астрея. Името е предложено от Карл Фридрих Гаус.